# Francisco Ynduráin Hernández
Francisco Ynduráin Hernández (Aoiz, 25 de junio de 1910-Madrid, 25 de octubre de 1994) fue un filólogo, historiador de la literatura, crítico literario y cervantista español. Catedrático de universidad, fue correspondiente de la Real Academia Española (1966) y de la Real Academia de la Historia (1968).

## Biografía
Sus primeros estudios los realizó en Aoiz (Navarra) y cursó dos años del bachillerato elemental en la Escuela Apostólica de Javier. Después estudió el bachillerato universitario de Letras por libre en Aoiz. En 1928, huérfano de padre y madre, se trasladó a Sangüesa con su abuela materna. Cursó la carrera de Filosofía y Letras en la Universidad de Salamanca, donde fue discípulo de Miguel de Unamuno. Se licenció con premio extraordinario y se doctoró en la Universidad de Madrid en 1940. Estuvo casado con Dora Muñoz Burón y tuvo 3 hijos: Francisco Ynduráin Muñoz, físico teórico; Domingo Ynduráin Muñoz, filólogo y crítico literario; y Félix Ynduráin Muñoz, catedrático de Física de la Materia Condensada de la Universidad Autónoma de Madrid.

## Trayectoria
Fue profesor, entre otros destinos, en las universidades de Salamanca, Oviedo, Zaragoza (desde 1942 hasta 1972) y Complutense de Madrid, especializándose en Siglo de Oro y Barroco de la literatura española y en moderna novelística hispana, francesa, inglesa y norteamericana. 
En Zaragoza colaboró en la radio y como crítico literario en El Noticiero, ocupando el vicedecanato de Letras y el vicerrectorado de la Universidad. Fue miembro correspondiente de la Real Academia Española (1966) y de la Historia (1968), consejero del CSIC (1956), del Instituto Cervantes, de la Universidad Hispanoamericana de Los Ángeles (1965) y de la Fundación Juan March. Fue preceptor de Juan Carlos I en su época de estudiante. Conferenciante por los Estados Unidos, Europa, Marruecos, etc. y ponente en diversos congresos como el C. Internacional de escritores en lengua española (Las Palmas) de 1979. En 1992 recibió el homenaje de Aoiz, que le dedicó una calle y le nombró hijo predilecto. En 1994 recibió, a propuesta del grupo «Bilaketa» de Aoiz, el premio «Príncipe de Viana» otorgado por el Consejo Navarro de Cultura.
Editó textos clásicos de Baltasar Gracián y Braulio Foz. Sobre este tema escribió también Clásicos modernos (1969) con un innovador enfoque de la poesía de Unamuno.
Entre sus discípulos estuvieron Manuel Alvar, Fernando Lázaro Carreter, José María Aguirre, Domingo Ynduráin Muñoz, José Carlos Mainer, Santos Sanz Villanueva, Gállego Borque... Enseñó también en los cursos de verano de Santander, Zaragoza y Pamplona. Realizó estudios sobre escritores aragoneses para la Institución Fernando el Católico junto a otros maestros como José Manuel Blecua e Ildefonso Manuel Gil sobre Galdós, Valle-Inclán, Jorge Guillén, el mismo Ildefonso o Miguel Labordeta y sobre literatura moderna norteamericana e inglesa.
En su honor se ha instituido el Premio Francisco Ynduráin de las letras para escritores jóvenes que organiza Bilaketa desde 1987.

## Obras
Escribió unos 25 libros, entre ellos:
- ¿Por qué nos gusta el Quijote? (1942)
- El dialecto navarro-aragonés antiguo (1946)
- Notas lexicales (1947)
- El Quijote y Don Quijote (1950)
- España en la obra de Hemingway (1952)
- La novela norteamericana en los últimos 30 años (1952)
- Novelas y novelistas españoles (1936-1952) (1952)
- La obra de William Faulkner (1953)
- Mística y poesía en San Juan de la Cruz (1953)
- Resentimiento español: Arturo Barea (1953)
- El pensamiento de Quevedo (1954)
- Una nota a Celestina (1954)
- Refranes y «frases hechas» en la estimativa literaria del s. XVII (1955)
- Lope de Vega como novelador (1962)
- Obras dramáticas de Cervantes (1962)
- Sobre le nouveau roman (1967)
- Clásicos modernos (1969)
- Relección de clásicos (1969)
- Galdós, entre la novela y el folletín (1970)
- De lector a lector (1972)
- Literatura de España (1973)
- Baroja el Novelista (1974)
- Hacia una poética de Juan Ramón (1978)
- Francisco García Pavón (Madrid, 1982)
- Los Moriscos y el teatro en Aragón (1986)